# Georg von Frauenfeld
Georg Ritter von Frauenfeld (1807, Viena - 1873, ibíd.) fue un naturalista austríaco y uno de los líderes científicos de la Expedición Novara; a bordo de la fragata austríaca Novara durante su vuelta al mundo. Estuvo intensamente involucrado en el desarrollo del Museo de Historia Natural de Viena (Naturhistorisches Museum) donde actuó como curador. Frauenfeld trabajó en todos los órdenes de insectos, con énfasis en Diptera.

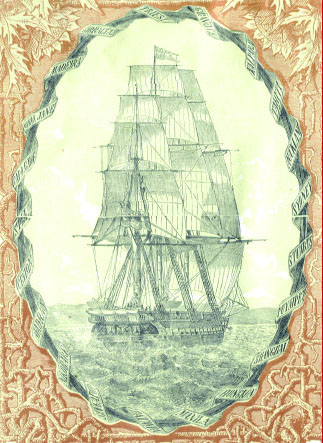
Fragata Novara: Reise der österreichischen Fregatte Novara um die Erde. 1861–1876.

## Obra
- Über eine neue Fliegengattung: Raymondia, aus der Familie der Coriaceen, nebst Beschreibung zweier Arten derselben. Sitzungsber (En una nueva especie de mosca: Raymondia, de la familia de Coriaceen, junto con la descripción de dos especies de la misma.) Akad. Wiss. Wien 18: 320-33. 1855
- Über die Paludinen aus der Gruppe der Paludina viridis Poir. - Sitzber (Acerca de Paludismo del grupo de viridis Paludina, Poir. - Sitzber.) Akad. Wiss. mathem.-naturwiss. Classe, 22(2): 569-578, 1 Table, Viena, 1857
- Reise von Shanghai bis Sidney auf der k. k. Fregatte Novara (Viaje desde Shanghai a Sydney en la Fragata Novara Imperial), Verhandlungen des Zoologisch-Botanischen Vereins in Wien, Viena, IX, 1859, 374-82. Proceedings of the Vienna Zoological-Botanical Society}. 1859
- Notizen, gesammelt während meines Aufenthaltes auf Neuholland, Neuseeland and Taiti, bei der Fahrt Sr. Majestät Fregatte Novara in jenen Gewässern (Vorgetragen in der Sitzung vom 13 October 1859) Notas obtenidos durante mi estancia en Nueva Holanda, Nueva Zelanda y Tahití, mientras navegaba en la fragata de Su Majestad Novara en esas aguas (Presentado en la reunión del 13 de octubre de 1859). Sitzungsberichte der Mathematisch-Naturwissenschaftlichen Classe der Kaiserlichen Akademie der Wissenschaften i. Meeting Report of the Mathematical-Natural Science Section of the Imperial Academy of Science, Viena} Acthunddreissigster Band, Jahrgang 1859, N.º 23 bis 28, Hof- und Staatsdruckerei, Viena, 1860, 717-32. 1860
- Bericht über weitere Bearbeitung der Novara-Sammlungen und Fortsetzung der Diagnosen neuer Lepidopteren von Dr. Felder (Informe sobre la continuación de la tramitación de las colecciones de Novara y diagnósticos más nuevo de lepidópteros por el Dr. Felder). 1861
- Zoologische Miscellen. XI. Verhandlungen der Zoologisch-Botanischen Gesellschaft in Wien 17: 425-502. 1867, en Internet http://antbase.org/ants/publications/8357/8357.pdf
- Über Scenopinus und Platypeza (Acerca de Scenopinus y Platypeza). Verhandlungen des Zoologisch-Botanischen Vereins in Wien. Proceedings of the Vienna Zoological - Botanical Society. Viena, XIV, 1864, 65-9. 1864
- Zoologische Miscellen. V. Verhandlungen der Zoologisch-Botanischen Gesellschaft in Wien 15: 7, 11 tables. 1865
- Zoologische Miscellen. XV. Verhandlungen der Zoologisch-Botanischen Gesellschaft in Wien 18: 885-99. 1868
- Eier in einem Australischen Farne (Huevos en helechos de Australia). Verhandlungen des Zoologisch-Botanischen Vereins in Wien. Proceedings of the Vienna Zoological - Botanical Society} Viena, XIV, 1864, 383-4. 1864
- La abreviatura «Frauenf.» se emplea para indicar a Georg von Frauenfeld como autoridad en la descripción y clasificación científica de los vegetales.[1]